# سولومون جی بوچسبائوم
سولومون جِی. بوچسبائوم (انگلیسی: Solomon J. Buchsbaum؛ زاده ۴ دسامبر ۱۹۲۹ درگذشته ۸ مارس ۱۹۹۳) فیزیک‌دان آمریکایی-لهستانی بود.